# Canton de Vonnas
Le canton de Vonnas est une circonscription électorale française du département de l'Ain créée par le décret du 13 février 2014 et entrant en vigueur lors des élections départementales de 2015.

## Histoire
Un nouveau découpage territorial de l'Ain (département) entre en vigueur à l'occasion des élections départementales de mars 2015, défini par le décret du 13 février 2014, en application des lois du 17 mai 2013 (loi organique 2013-402 et loi 2013-403). Les conseillers départementaux sont, à compter de ces élections, élus au scrutin majoritaire binominal mixte. Les électeurs de chaque canton élisent au Conseil départemental, nouvelle appellation du Conseil général, deux membres de sexe différent, qui se présentent en binôme de candidats. Les conseillers départementaux sont élus pour six ans au scrutin binominal majoritaire à deux tours, l'accès au second tour nécessitant 12,5 % des inscrits au premier tour. En outre la totalité des conseillers départementaux est renouvelée. Ce nouveau mode de scrutin nécessite un redécoupage des cantons dont le nombre est divisé par deux avec arrondi à l'unité impaire supérieure si ce nombre n'est pas entier impair, assorti de conditions de seuils minimaux. Dans l'Ain, le nombre de cantons passe ainsi de 43 à 23.
Le nouveau canton de Vonnas est formé de communes des anciens cantons de Pont-de-Veyle (12 communes), de Châtillon-sur-Chalaronne (6 communes) et de Bâgé-le-Châtel (1 commune). Le canton est entièrement inclus dans l'arrondissement de Bourg-en-Bresse. Le bureau centralisateur est situé à Vonnas.

## Représentation
| Période élective | Période élective | Mandat | Mandat   | Identité           | Nuance | Nuance | Qualité                                                                                          |
| ---------------- | ---------------- | ------ | -------- | ------------------ | ------ | ------ | ------------------------------------------------------------------------------------------------ |
| 2015             | 2021             | 2015   | 2021     | Christophe Greffet |        | PS     | Conseiller en patrimoine Maire de Saint-Genis-sur-Menthon Président de la Communauté de Communes |
| 2015             | 2021             | 2015   | 2021     | Mireille Louis     |        | PS     | Professeure des écoles à Mézériat                                                                |
| 2021             | 2028             | 2021   | en cours | Christophe Greffet |        | PS     | Conseiller sortant                                                                               |
| 2021             | 2028             | 2021   | en cours | Mireille Louis     |        | PS     | Conseillère sortante                                                                             |

### Résultats détaillés

#### Élections de mars 2015
À l'issue du premier tour des élections départementales de 2015, trois binômes sont en ballottage : Christophe Greffet et Mireille Louis (Union de la Gauche, 39,98 %), Marie-Andrée Clement et Michel Voisin (Union de la Droite, 30,07 %) et Blanche Chaussat et Edmond Marqueyrol (FN, 29,95 %). Le taux de participation est de 52,21 % (8 406 votants sur 16 099 inscrits) contre 48,99 % au niveau départemental et 50,17 % au niveau national.
Au second tour, Christophe Greffet et Mireille Louis (Union de la Gauche) sont élus avec 40,89 % des suffrages exprimés et un taux de participation de 54,09 % (3 453 voix pour 8 708 votants et 16 098 inscrits).

#### Élections de juin 2021
Le premier tour des élections départementales de 2021 est marqué par un très faible taux de participation (33,26 % au niveau national). Dans le canton de Vonnas, ce taux de participation est de 31,89 % (5 465 votants sur 17 136 inscrits) contre 31,48 % au niveau départemental. À l'issue de ce premier tour, deux binômes sont en ballottage : Christophe Greffet et Mireille Louis (Union à gauche, 57,17 %) et Karine Paret et Etienne Robin (Union au centre et à droite, 23,5 %).
Le second tour des élections est marqué une nouvelle fois par une abstention massive équivalente au premier tour. Les taux de participation sont de 34,3 % au niveau national, 31,83 % dans le département et 33,04 % dans le canton de Vonnas. Christophe Greffet et Mireille Louis (Union à gauche) sont élus avec 67,93 % des suffrages exprimés (3 666 voix pour 5 663 votants et 17 138 inscrits),.

## Composition

Communes du canton de Vonnas.

Le nouveau canton de Vonnas comprend dix-neuf communes entières.
| Nom                            | Code Insee | Intercommunalité                      | Superficie (km2) | Population (dernière pop. légale) | Densité (hab./km2) | Modifier                                    |
| ------------------------------ | ---------- | ------------------------------------- | ---------------- | --------------------------------- | ------------------ | ------------------------------------------- |
| Vonnas (bureau centralisateur) | 01457      | CC de la Veyle                        | 17,81            | 3 233 (2022)                      | 182                | modifier les données · modifier les données |
| Bey                            | 01042      | CC de la Veyle                        | 2,77             | 290 (2022)                        | 105                | modifier les données · modifier les données |
| Biziat                         | 01046      | CC de la Veyle                        | 11,39            | 897 (2022)                        | 79                 | modifier les données · modifier les données |
| Chanoz-Châtenay                | 01084      | CC de la Veyle                        | 13,42            | 943 (2022)                        | 70                 | modifier les données · modifier les données |
| Chaveyriat                     | 01096      | CC de la Veyle                        | 16,87            | 1 057 (2022)                      | 63                 | modifier les données · modifier les données |
| Cormoranche-sur-Saône          | 01123      | CC de la Veyle                        | 9,85             | 1 165 (2022)                      | 118                | modifier les données · modifier les données |
| Crottet                        | 01134      | CC de la Veyle                        | 12,12            | 1 844 (2022)                      | 152                | modifier les données · modifier les données |
| Cruzilles-lès-Mépillat         | 01136      | CC de la Veyle                        | 11,84            | 951 (2022)                        | 80                 | modifier les données · modifier les données |
| Grièges                        | 01179      | CC de la Veyle                        | 14,87            | 1 909 (2022)                      | 128                | modifier les données · modifier les données |
| Laiz                           | 01203      | CC de la Veyle                        | 10,31            | 1 292 (2022)                      | 125                | modifier les données · modifier les données |
| Mézériat                       | 01246      | CC de la Veyle                        | 19,17            | 2 179 (2022)                      | 114                | modifier les données · modifier les données |
| Perrex                         | 01291      | CC de la Veyle                        | 11,07            | 861 (2022)                        | 78                 | modifier les données · modifier les données |
| Pont-de-Veyle                  | 01306      | CC de la Veyle                        | 1,94             | 1 600 (2022)                      | 825                | modifier les données · modifier les données |
| Saint-André-d'Huiriat          | 01334      | CC de la Veyle                        | 9,00             | 671 (2022)                        | 75                 | modifier les données · modifier les données |
| Saint-Cyr-sur-Menthon          | 01343      | CC de la Veyle                        | 16,93            | 1 867 (2022)                      | 110                | modifier les données · modifier les données |
| Saint-Genis-sur-Menthon        | 01355      | CC de la Veyle                        | 11,55            | 488 (2022)                        | 42                 | modifier les données · modifier les données |
| Saint-Jean-sur-Veyle           | 01365      | CC de la Veyle                        | 11,21            | 1 154 (2022)                      | 103                | modifier les données · modifier les données |
| Saint-Julien-sur-Veyle         | 01368      | CC de la Veyle                        | 9,84             | 853 (2022)                        | 87                 | modifier les données · modifier les données |
| Saint-Laurent-sur-Saône        | 01370      | CA Mâconnais Beaujolais Agglomération | 0,53             | 1 735 (2022)                      | 3 274              | modifier les données · modifier les données |
| Canton de Vonnas               | 0123       |                                       | 212,49           | 24 989 (2022)                     | 118                | modifier les données                        |

## Démographie
En 2022, le canton comptait 24 989 habitants, en évolution de +5,05 % par rapport à 2016 (Ain : +5,15 %, France hors Mayotte : +2,11 %).
| 2013   | 2018   | 2022   |
| ------ | ------ | ------ |
| 23 345 | 24 341 | 24 989 |